# ルパカ
ルパカ　(Lupaca) とは、おおよそ12世紀から13世紀ころにはじまり、1470年のインカ帝国による併合を経たあとも続いた、ティティカカ湖南西岸にあった、アイマラ語系民族の国家およびその住人の名称である。
ルパカ王国の統治形態は、双分制に基づく。それは、組織を大きく二つに分け、それぞれに統領をおき、全体として統領が二人いる形態をとる。実際には、二人の統領にも差があるが、形としては二人のトップをおくことが多い。
ルパカ王国では、カリ（Qari）とクシ（Qusi）という二人の統領（Mallku　/スペイン語ではCabesa)　がいた。その下にさらに、7人の統領（Siete cabesas）がおり、これもまた実際にはそれぞれに対になる7人の統領がいた。これらの7人は、ChuquitoやIlave、Juli、Pomataなど7つの町を抑えており、それらをまとめ上げる形でカリとクシが存在していた。
本来、ティティカカ湖沿岸はウルコスーユ (Urcosuyu) と呼ばれ、非アイマラ語系のウル語族やプキーナ語族が居住していたといわれており、後にペルーあるいはチリからアイマラ語系諸族がやってきて、ルパカ王国を築いたという説がある。しかし、やはり諸説あり、詳細ははっきりしていない。
15世紀ころ、アイマラ語系のルパカ王国 (Lupacas) は、隣接する(一説にはプキーナ語系の)コリャ (Colla) 王国と激しい抗争を繰り広げていたとされる。その後、ルパカ王国はインカ帝国と手を結び、太陽の島をコリャ王国から奪う。さらに、ティティカカ湖北岸にあった(一説にはウル-チパヤ語系の)カーナ(Canas) 王国　をルパカ王国が征服したことにより、コリャ王国は、ティティカカ湖の東と北西部とに分断させられたという。
最終的に、ルパカ王国の王カリ (QariあるいはCari) が、コリャ王国の王サパーナ (Zapana) をパウカローリャ (Paucarolla) で殺し、コリャ王国を征服したという。
最終的には、ルパカ王国も、インカ帝国により、1470年ころに征服されるが、その後も存続する。

## 補足
考古学者の多くは、現在のところ、ルパカなどのアイマラ諸王国が、インカ以前にまでさかのぼることに否定的である。
小規模の試掘や遺跡踏査の結果から、ルパカなどは、インカ帝国の元で繁栄したという見解を持つ研究者がおおい(アメリカ合衆国の研究者)。
ただし、発掘技術の未熟さ、試掘規模の小ささ、遺跡の登録の諸問題、土器編年の不確実さ、などといった問題も残されている。
ここでは、スペイン人の書き記した文献を扱うエスノヒストリー研究に基づいて記した。